# (4258) Ryazanov
(4258) Ryazanov ist ein Hauptgürtelasteroid, der am 1. September 1987 von Ljudmila Georgijewna Karatschkina am Krim-Observatorium entdeckt wurde.
Der Asteroid wurde nach dem russischen Filmregisseur Eldar Alexandrowitsch Rjasanow benannt.